# Tatihou - Saint-Vaast-la-Hougue
Tatihou - Saint-Vaast-la-Hougue este o arie protejată (sit de importanță comunitară — SCI) din Franța întinsă pe o suprafață de 1.148 ha, din care 97 % marine.

## Localizare
Centrul sitului Tatihou - Saint-Vaast-la-Hougue este situat la coordonatele 49°35′31″N 1°14′33″W / 49.59194°N 1.2425°V.

## Înființare
Situl Tatihou - Saint-Vaast-la-Hougue a fost declarat arie specială de conservare în baza directivei 92/43 din 1992 referitoare la conservarea habitatelor naturale și a faunei și florei sălbatice pentru a proteja 2 specii de animale.

## Biodiversitate
Situată în ecoregiunea atlantică, aria protejată conține 11 habitate naturale: Recifuri, Pajiștile Spartina (Spartinion maritimae), Pășuni atlantice udate de apa mării (Glauco-Puccinellietalia maritimae), Salicornia și alte specii anuale care populează regiunile mlăștinoase și nisipoase, Faleze cu vegetație de pe coastele atlantice și baltice, Vegetație perenă pe țărmurile stâncoase, Dune mobile de-a lungul țărmului cu Ammophila arenaria („dune albe”), Tufărișuri halofile mediteraneene și termo-atlantice (Sarcocornetea fruticosi), Terase mlăștinoase și terase nisipoase neacoperite de apă la reflux, Dune mobile cu vegetație embrionară, Vegetație anuală la limita mareei.
La baza desemnării sitului se află mai multe specii protejate de  pești (2): Petromyzon marinus, somonul (Salmo salar).
Pe lângă speciile protejate, pe teritoriul sitului au mai fost identificate 5 specii de plante, 2 specii de păsări, 2 specii de nevertebrate.